# برة بنت عبد المطلب
بَرّة بنت عبد المطلب بن هاشم الهاشمية القرشية، عمة الرسول محمد وعمة علي بن أبي طالب، كانت من الشاعرات الأديبات، وقد رثت أباها عند وفاته، ولم تدرك البعثة النبوية. 

## نسبها
- والدها، عبد المطلب بن هاشم بن عبد مناف بن قصي بن كلاب بن مرة بن كعب بن لؤي بن غالب بن فهر بن مالك بن النضر بن كنانة بن خزيمة بن مدركة بن إلياس بن مضر بن نزار بن معد بن عدنان.
- والدتها، فاطمة بنت عمرو بن عائذ بن عمران بن مخزوم القرشية
- إخوتها وأخواتها، الحارث، والزبير، والعوام، وقثم، والغيداق، والمقوم، وأبو طالب، وحمزة، والعباس، وضرار، وعبد الله، وعبد الكعبة، وحجل، وأبو لهب، وصفية، وعاتكة، وأروى، وبرة، وأم حكيم البيضاء.[2]
- أزواجها وأبناؤها، عبد الأسد بن هلال بن عبد الله بن عمر بن مخزوم بن يقظة بن مرة بن كعب، وهو والد أبي سلمة بن عبد الأسد المخزومي البدري ثم بعد عبد الأسد بن هلال، خلفَ عليها أبو رهم بن عبد العزى العامري فولدت له أبا سبرة أحد البدريين.

## سيرتها
وهي برة بنت عبد المطلب بن هاشم، وهي عمة رسول الله محمد، وهي أخت أبي طالب، تزوجها في الجاهلية عبد الأسد بن هلال، فولدت له أبا سلمة، هو زوج أم سلمة بنت أبي أمية بن المغيرة قبل رسول الله، ومن ثم خلف عليها أبو رهم بن عبد العزى بن أبي قيس، فولدت له أبا سبرة بن أبي رهم شهد بدراً، ولم تدرك المبعث النبوي. 

## في رثاء أبيها
قيل إن عبد المطلب لمّا احتُضر جمع بناته وكنّ ستاً فقال لهن: ابكين علىّ حتى أسمع، ففعلن، فقالت برة بنت عبد المطلب تبكي أباها: